# Edmé Bouchardon
Edmé Bouchardon (Chaumont, 29 de mayo de 1698-París, 27 de julio de 1762) fue un escultor y dibujante francés, considerado el mejor escultor de su generación.

## Biografía
Nacido en Chaumont, hijo de Jean Baptiste Bouchardon, también escultor. Estudió con Guillaume Coustou. En 1722 recibió el Premio de Roma, por la obra titulada Gèdèon escoge a sus soldados observando su manera de beber. marchando a estudiar a la capital italiana, donde permaneció durante diez años. Allí realizó un notable busto del papa Benedicto XIII.
Regresando a Francia, fue designado escultor del rey en 1732, elegido para la Academia en 1744, y por fin nombrado profesor de la Academia en 1745. Produjo en 1746 su primera obra maestra, el Cupido fabricando su arco. Otra de sus obras es la fuente en la rue de Grenelle, en París, en una primera fase de 1739 y completada en 1745. Puede ser que su mejor creación fuese la estatua ecuestre de Luis XV, considerada la mejor obra de su género jamás producida en Francia, aunque el artista solo pudo finalizar su modelo, falleciendo antes de realizarla en el material definitivo. Jean-Baptiste Pigalle fue el encargado de terminar la obra, destruida en la Revolución francesa.
Durante cerca de 25 años Bouchardon fue el responsable del diseño de las medallas y los jetones distribuidos por el rey con ocasión de las fiestas de fin de año. Estos diseños están hoy preservados en museos franceses.
Su obra resistió a la tendencia barroca de la época y permaneció fiel a los principios del clasicismo, siendo notables por la gracia y por el esmerado acabado de la superficie del mármol.

## Obras

### Dibujos
Un total de 1064 dibujos entre firmados y atribuidos a Bouchardon, se conservan en el departamento de Artes Gráficas del Museo del Louvre. Además de una decena más dispersos por distintos museos públicos de Francia. Para ampliar esa información, imprescindible es consultar la Base Joconde del Ministerio de Cultura francés.

### Esculturas
- Busto de Clemente XII, cardenal de la casa de Rohan en Roma
- Busto de Melchor de Polignac, París, Musée du Louvre, Département des Sculptures.
- Las figuras de Cristo, la Virgen, y de Seis apóstoles, París, Iglesia de Saint-Sulpice.
- Cupido fabricando su arco con la maza de Hércules (1750), París, musée du Louvre.
- Fontaine des quatre saisons (Fuente de las cuatro estaciones), París, Museo Maillol de París.
- Luis XV, estatua ecuestre (destruida durante la Revolución francesa). Un modelo de su alumno Louis-Claude Vassé se conserva en el museo del Louvre.
- Calvario en Remiremont, Vosges, donada por Charles-Marie David en 1858.
- Múltiples objetos para la vajilla de Versalles
- Genio de la abundancia, mármol.
- Fauno dormido, París, Musée du Louvre, Departamento de Esculturas. (Copia del original romano)
- Fragmento de la segunda maqueta para el mausoleo del cardenal de Fleury (1653-1743), París, Musée du Louvre, Departamento de Esculturas.
- Jesucristo apoyado sobre la cruz, París, Musée du Louvre, Departamento de Esculturas.
- La Marne (el río Marne), estudio para la estatua de mármol que ocupa el centro de la fuente de la rue de Grenelle, realizada entre 1739 y 1745. El modelo en yeso fue expuesto en el Salón de 1740. París, Musée du Louvre, Departamento de Esculturas.
- La huida a Egipto, grabado. París, Musée du Louvre, Departemento de Artes gráficas.

## Galería

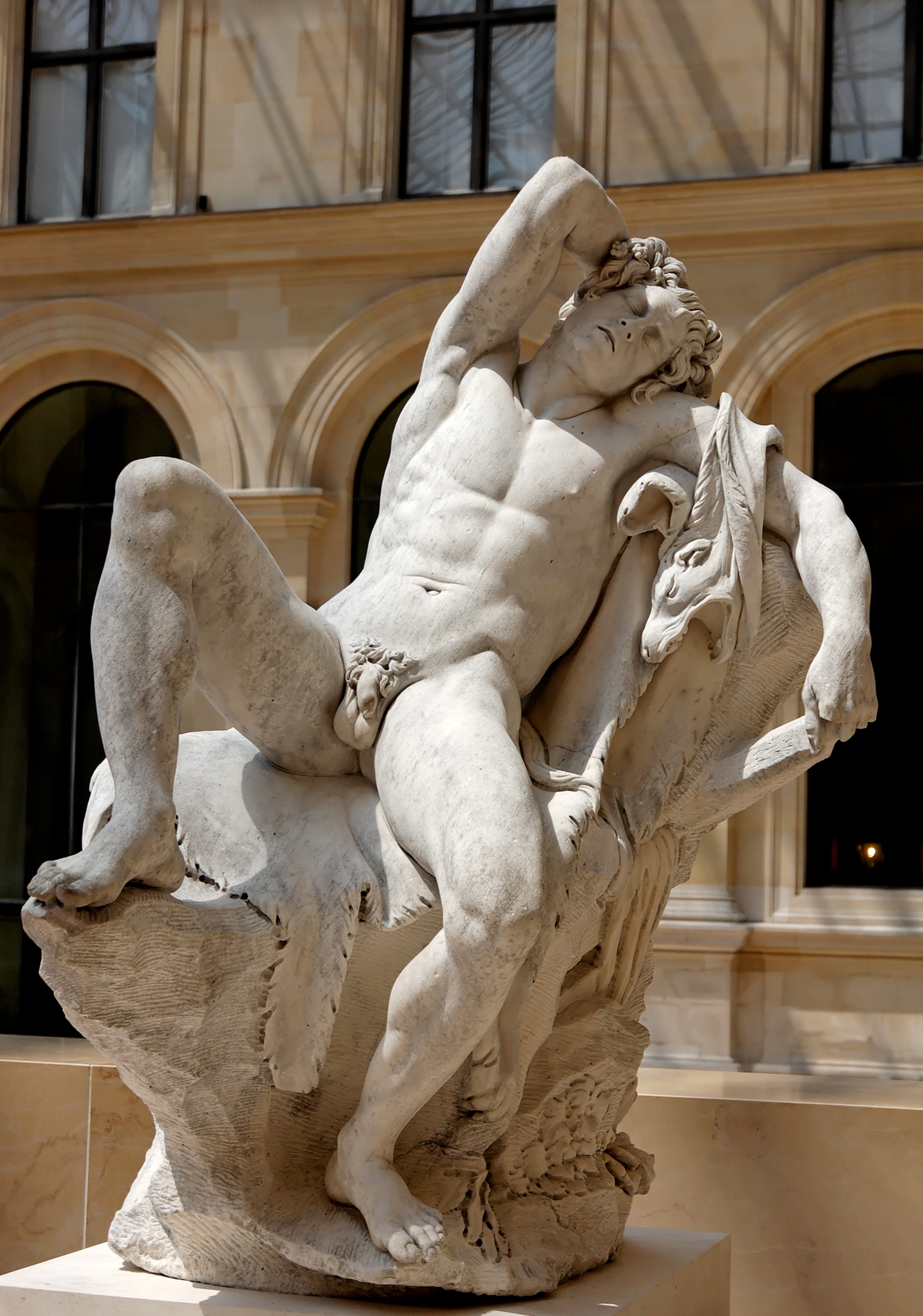
Réplica del Fauno Barberini
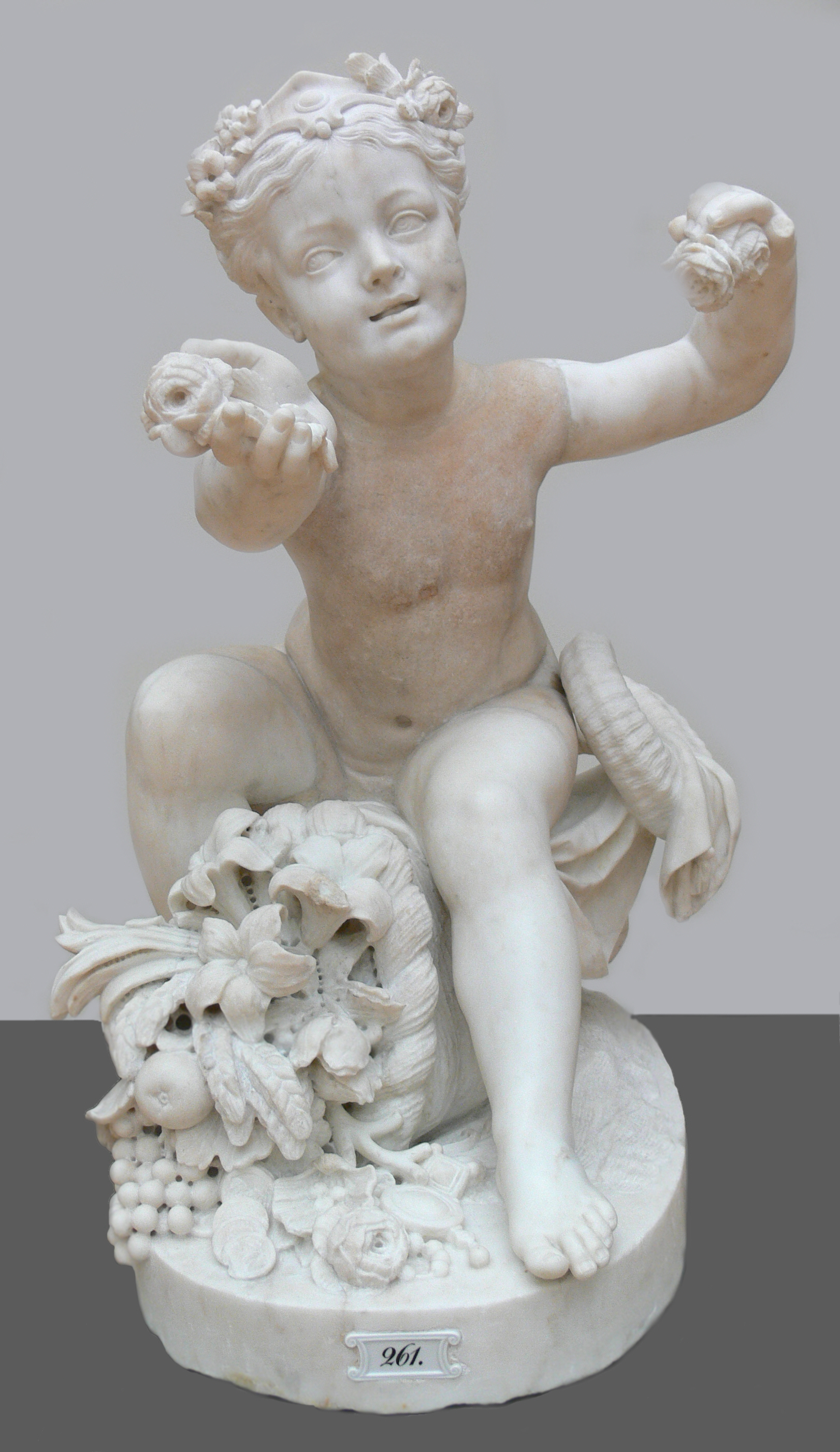
Genio de la abundancia
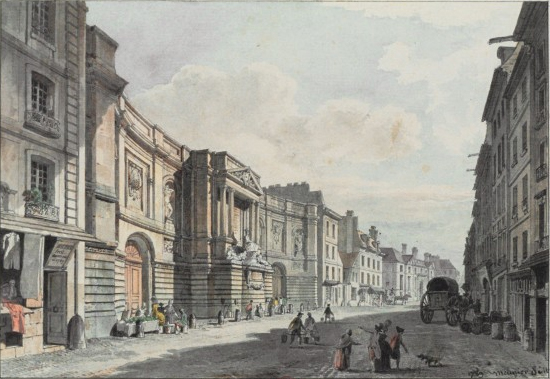
Dibujo de 1789
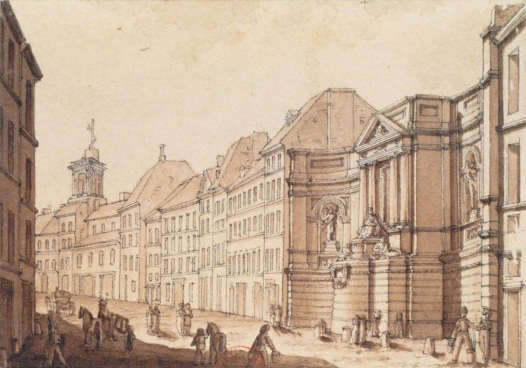
Dibujo del siglo XIX
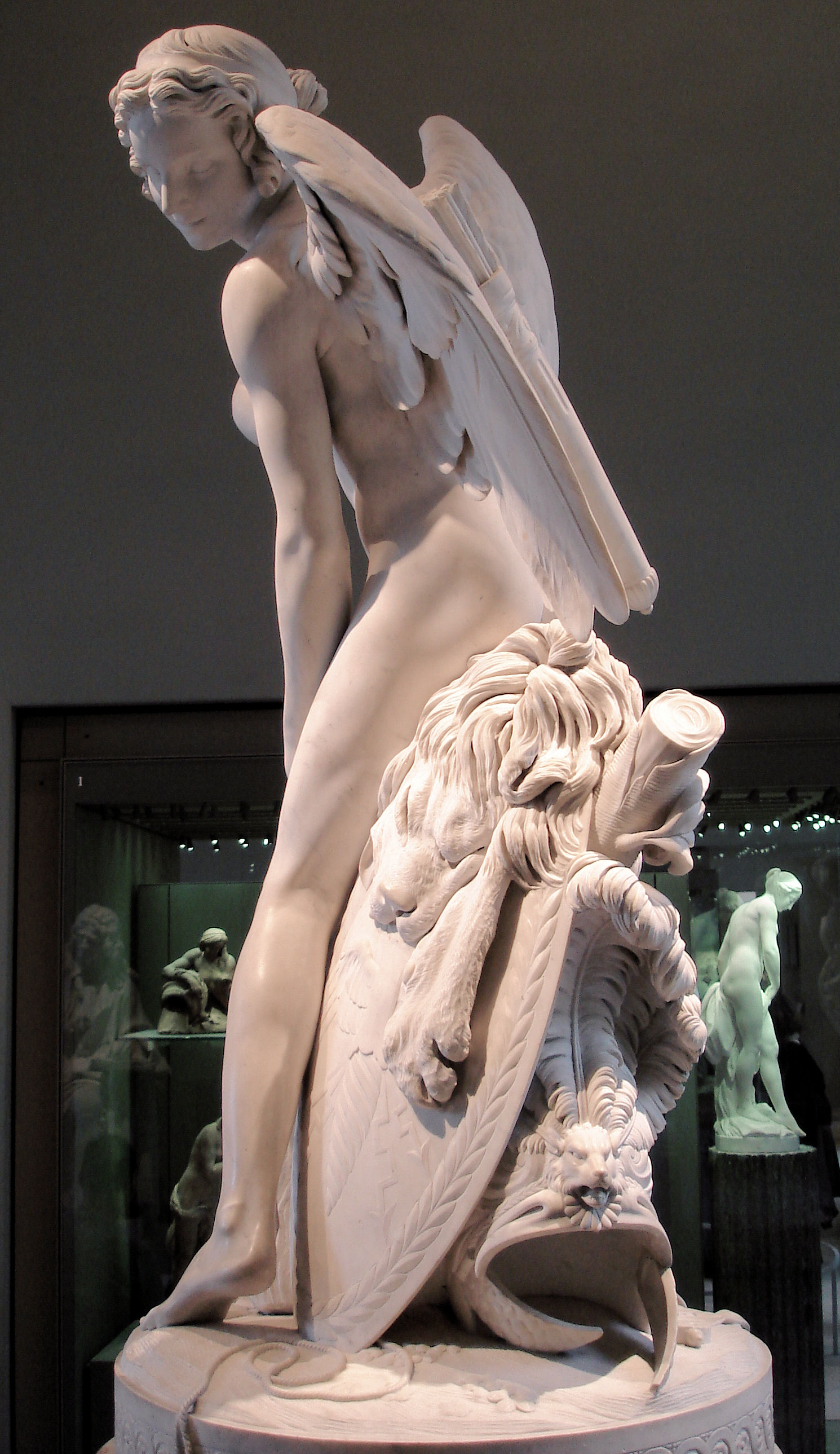
Cupido fabrica su arco
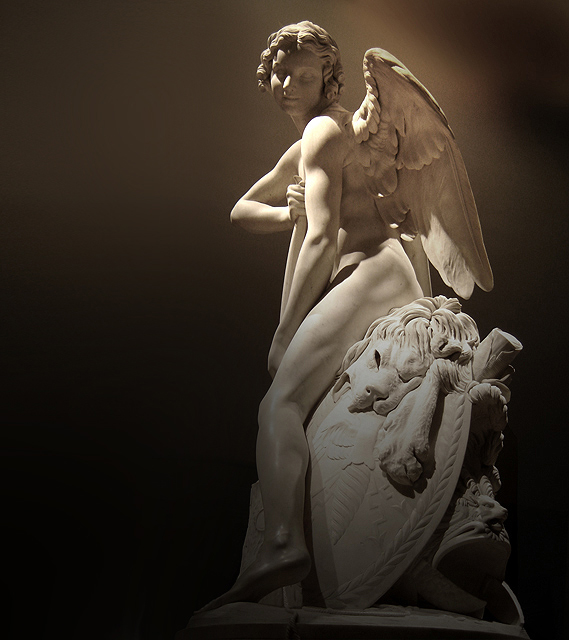